# Lissodelphis
Lissodelphis è un genere di Cetacei Odontoceti della famiglia Delphinidae, cui appartengono due specie: il lissodelfino boreale (Lissodelphis borealis) e il lissodelfino australe (Lissodelphis peronii). Sono due tra i cetacei più facili da identificare in mare. Entrambi questi delfini hanno colorazioni nere e bianche e sono privi di pinna dorsale. Nonostante siano stati riconosciuti come specie dagli scienziati da molto tempo (la specie boreale venne identificata da Peale nel 1848 e quella australe persino prima - Lacépède, 1804) sappiamo sorprendentemente molto poco della loro storia naturale e del loro comportamento.

## Descrizione fisica
Entrambe le specie hanno corpi snelli, pinne pettorali piccole e appuntite e una piccola coda. Cosa notevole, nessuna specie ha la pinna dorsale. Il lissodelfino boreale è l'unico delfino del Pacifico con questa caratteristica. Similmente, quello australe è l'unico delfino senza pinna nell'emisfero meridionale. Le due specie possono distinguersi facilmente (oltre che dalla separazione geografica dei loro areali) dall'estensione della colorazione bianca del corpo. Entrambi hanno il ventre bianco; comunque, la superficie bianca della specie australe è molto più grande - includendo i fianchi, le pettorali, il rostro e la fronte.
I maschi di lissodelfino boreale alla maturità sessuale sono lunghi circa 220 cm. Le femmine 200 cm. Entrambi i sessi raggiungono la maturità a circa 10 anni. I lissodelfini neonati sono lunghi circa la metà dei loro genitori. La specie australe è generalmente più grande (fino a 250 cm) e più pesante (fino a 100 kg, rispetto al peso massimo di 80-90 kg di quella boreale). I delfini vivono per circa 40 anni.

## Distribuzione

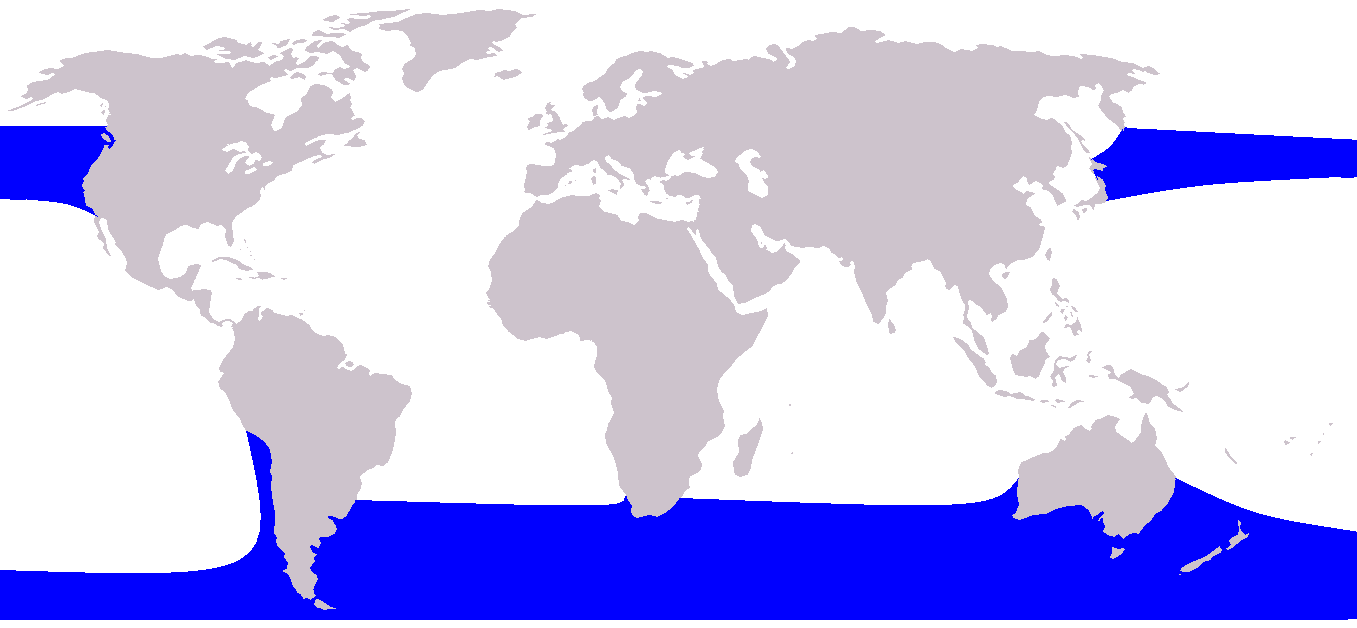
Areali dei lissodelfini boreali e australi

Il lissodelfino boreale è largamente distribuito nel Nord Pacifico temperato in una fascia che va dalla Kamčatka e dal Giappone ad ovest alla Columbia Britannica e giù fino alla penisola della Baja California ad est. Non sappiamo con certezza se abbiano abitudini migratorie. Comunque, alcuni individui sono stati osservati nei pressi della California mentre seguivano il loro cibo abituale, i calamari, in inverno e primavera. In estate non è stato registrato nessun avvistamento. Di sicuro sappiamo che questi delfini sono pelagici. Non esiste alcuna stima della popolazione globale. Nei pressi della linea costiera nordamericana sono stati stimati 14.000 individui.
Il lissodelfino australe ha una distribuzione circumpolare che va dai 40° ai 55°. Vengono avvistati soprattutto nel mar di Tasman.

## Comportamento
Entrambe le specie sono altamente gregarie. Si muovono in pod di alcune centinaia di individui e qualche volta si raggruppano in gruppi di 3000. I gruppi possono anche comprendere lagenorinchi scuri e globicefali (nel sud) e lagenorinchi dai denti obliqui (nel nord). Questi delfini sono tra i nuotatori più veloci (più di 40 km/h). Possono a volte diventare molto chiassosi, saltando e sbattendo le code sull'acqua, o farsi molto tranquilli e quasi impercettibili sul mare. Ad alte velocità possono spiccare salti di 7 metri sulla superficie dell'oceano in una graziosa andatura sobbalzante.
Le specie normalmente evitano le imbarcazioni, ma in certe occasioni si sono visti seguire le scie.
Per la specie settentrionale non è stato registrato alcuno spiaggiamento. Invece siamo a conoscenza di 77 lissodelfini australi che si sono spiaggiati sull'isola di Chatham.

## Conservazione
Nessuna specie viene cacciata e la sopravvivenza a lungo termine delle specie è certamente assicurata, restando così la situazione. Comunque negli anni '80 decine di migliaia di esemplari della specie settentrionale rimasero uccisi nelle reti d'altura usate a quei tempi. Le reti vennero bandite dalle Nazioni Unite nel 1993. Le campagne conservazionistiche lavorano con vigore per tentare di scongiurare che questi divieti vengano revocati.
Nel passato sono stati fatti tentativi per cercare di tenere dei lissodelfini boreali negli acquari. Nella maggior parte dei casi sono morti per ragioni sconosciute entro tre settimane. Eccezionalmente, un animale sopravvisse 15 mesi in cattività. Non è stato fatto alcun tentativo, invece, con il lissodelfino australe.